# Табынбай
Табынбай (каз. Табынбай, до 2010 г. — Калинин) — село в Теректинском районе Западно-Казахстанской области Казахстана. Входит в состав Аксогымского сельского округа. Код КАТО — 276235300.

## Население
В 1999 году население села составляло 146 человек (76 мужчин и 70 женщин). По данным переписи 2009 года, в селе проживало 95 человек (57 мужчин и 38 женщин).